# Oakwood (Geòrgia)
Oakwood és una població dels Estats Units a l'estat de Geòrgia. Segons el cens del 2000 tenia 2.689 habitants.

## Demografia
Segons el cens del 2000, Oakwood tenia 2.689 habitants, 1.031 habitatges, i 686 famílies. La densitat de població era de 331,7 habitants/km².
Dels 1.031 habitatges en un 38,8% hi vivien nens de menys de 18 anys, en un 45,4% hi vivien parelles casades, en un 15% dones solteres, i en un 33,4% no eren unitats familiars. En el 24,4% dels habitatges hi vivien persones soles el 3,4% de les quals corresponia a persones de 65 anys o més que vivien soles. El nombre mitjà de persones vivint en cada habitatge era de 2,58 i el nombre mitjà de persones que vivien en cada família era de 3,04.
Per edats la població es repartia de la següent manera: un 27% tenia menys de 18 anys, un 13,8% entre 18 i 24, un 39,3% entre 25 i 44, un 14,2% de 45 a 60 i un 5,8% 65 anys o més.
L'edat mediana era de 28 anys. Per cada 100 dones de 18 o més anys hi havia 103,9 homes.
La renda mediana per habitatge era de 37.862 $ i la renda mediana per família de 43.308 $. Els homes tenien una renda mediana de 31.413 $ mentre que les dones 21.414 $. La renda per capita de la població era de 16.083 $. Entorn del 7,2% de les famílies i el 10,6% de la població estaven per davall del llindar de pobresa.

## Poblacions més properes
El següent diagrama mostra les poblacions més properes.